# Amanozako

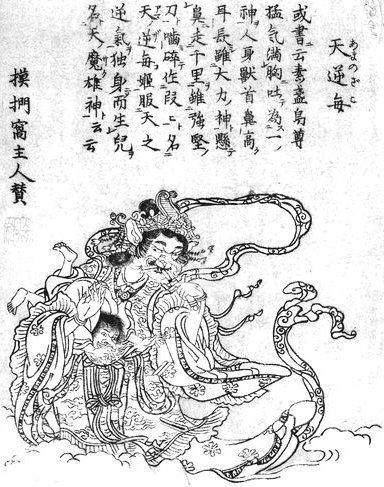
Um amanozako ilustrado por Toriyama Sekien.

Amanozako (天逆毎, "Oposto de tudo, ou 天狗神, "Deus tengu") é um monstruoso Deus mencionado no Kujiki, um antigo texto japonês, com os estados que se originaram quando Susanoo  deixa o seu espírito feroz se construir dentro dele até que ele o vomitou. Wakan Sansai Zue descreve essa divindade como uma criatura com uma cabeça de besta, nariz longo, orelhas igualmente longas, grandes presas que podem destruir metal e a incrível habilidade de voar.
Amanozako foi ilustrado por Toriyama Sekien no terceiro volume deKonjaku Gazu Zoku Hyakki.